# Michelozzo

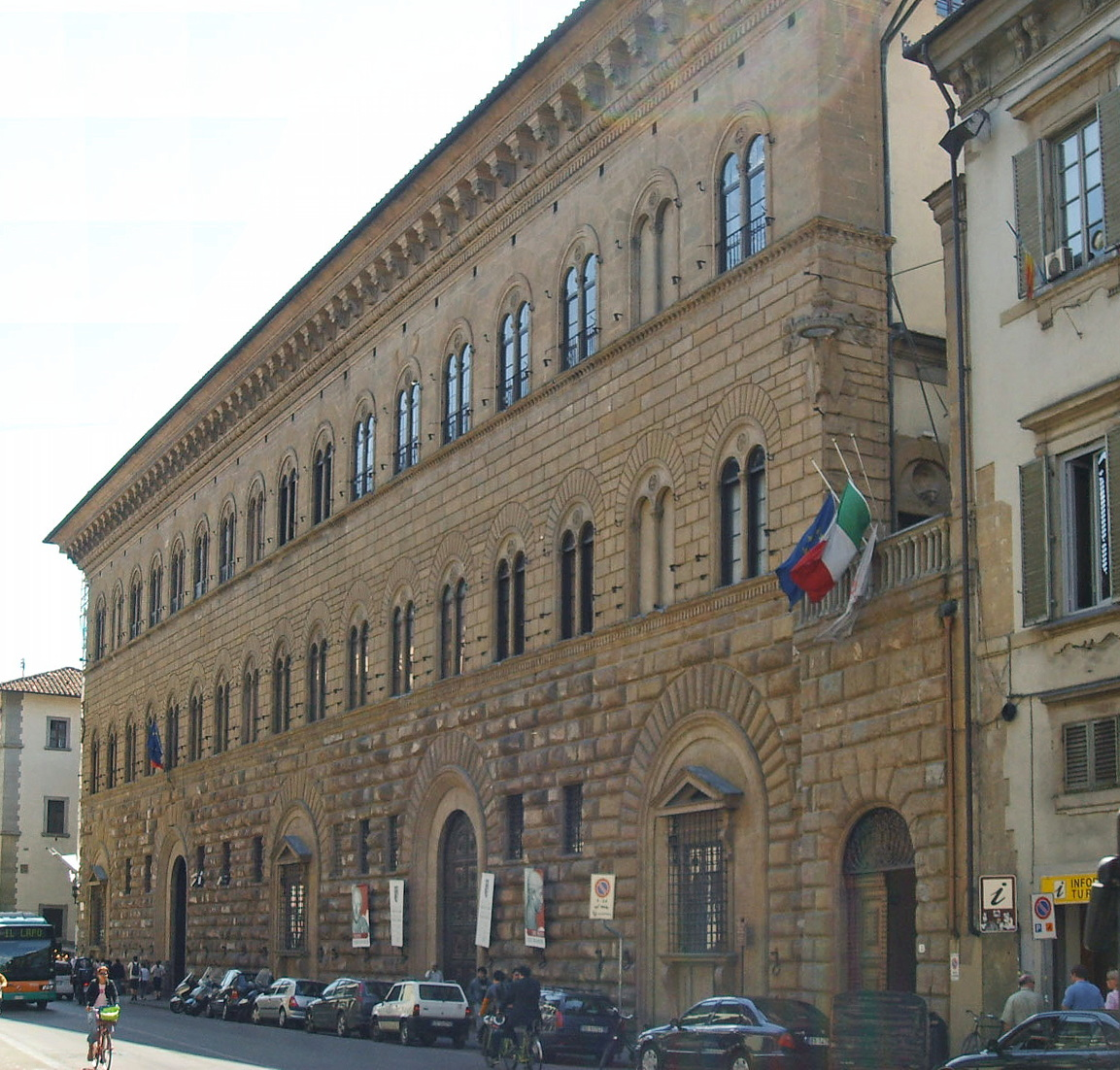
Palau Mèdici de Florència

Michelozzo di Bartolommeo, també dit Michelozzo Michelozzi (potser per error) o simplement Michelozzo (1396 – 1472), va ser un arquitecte i escultor de Florència (Itàlia). Va ser aprenent de Donatello.
Com a escultor va treballar, sobretot, el marbre, el bronze i l'argent. L'estàtua del jove sant Joan que es troba damunt de l'entrada de la catedral de Florència, així com la que es troba darrere del baptisteri, van ser fetes per Michelozzo. També va esculpir una bellíssima estàtua de sant Joan Baptista, en argent, per a l'altar major de l'església de Sant Joan.
L'any 1428, junt amb Donatello, va construir el púlpit, a l'aire lliure, en el cantó de la catedral de Sant Esteve, a Prato.
El magnífic palau Mèdici, a Florència (1444), construït per Cosme de Mèdici, va ser projectat per Michelozzo, una de les més notables empreses arquitectòniques que combina la delicada lleugeresa —característica del gòtic prematur italià— amb l'estil clàssic rigorós. Aquesta obra constitueix, encara avui, l'arquetip d'un palau florentí.
El seu gran amic i mecenes, Cosme de Mèdici, el va acompanyar durant un temps a Venècia l'any 1433. A aquesta ciutat va construir la Biblioteca de San Giorgio Maggiore, entre altres obres.
Michelozzo va ser contractat, el 8 de maig de 1461, per la República de Ragusa (Dubrovnik), per supervisar els treballs de les fortificacions de la ciutat. Les seues aportacions van resultar molt efectives en les casernes còniques i allargades de Minceta, la principal torre defensiva, i es consideren una innovació de Michelozzo i un precedent —vint anys anterior— de les casernes el·líptiques realitzades a Rocca d'Òstia per Baccio Pontelli.

## Algunes obres
- Reforma de la Santíssima Anunciació, Florència (1444)
- Palau Mèdici, Florència (1444-1464)
- Convent de Sant Marc, Florència (1296-1472)
- Vil·la Mèdici, Careggi
- Vil·la Mèdici, Cafaggiolo
- Palau Comunal, Montepulciano (1440)